# Valentin Foubert
Valentin Foubert (Fontainebleau, 17 agosto 2002) è un saltatore con gli sci francese.

## Biografia
Valentin Foubert, attivo dal luglio del 2016, ha esordito in Coppa del Mondo il 29 dicembre 2020 a Oberstdorf (55º) e ai Campionati mondiali a Trondheim 2025, dove si è classificato 27º nel trampolino normale, 36º nel trampolino lungo e 9º nella gara a squadre mista; non ha preso parte a rassegne olimpiche.

## Palmarès

### Coppa del Mondo
- Miglior piazzamento in classifica generale: 61º nel 2024